# Calamaria javanica
Calamaria javanica — вид змій родини полозових (Colubridae). Ендемік Індонезії.

## Поширення і екологія
Calamaria javanica відомі за чотирма зразками, зібраним на островах Ява і Белітунг. Вони живуть у вологих рівнинних тропічних лісах, серед опалого листя.